# Будэй (Теленештский район)
Будэй (рум. Budăi) — село в Теленештском районе Молдавии. Относится к сёлам, не образующим коммуну.

## География
Село расположено на высоте 199 метров над уровнем моря.

## Население
По данным переписи населения 2004 года, в селе Будэй проживает 2042 человека (1024 мужчины, 1018 женщин).
Этнический состав села:
| Национальность | Число жителей | Процентный состав |
| -------------- | ------------- | ----------------- |
| молдаване      | 2014          | 98,63             |
| румыны         | 14            | 0,69              |
| русские        | 9             | 0,44              |
| украинцы       | 3             | 0,15              |
| гагаузы        | 1             | 0,05              |
| болгары        | 1             | 0,05              |
| Всего          | 2042          | 100 %             |

## Известные уроженцы
- Чобану, Ион Константинович (1927—2001) — молдавский советский писатель.